# Métropole de l'Est
La métropole de l'Est est une des dix anciennes métropoles ou arrondissements métropolitains de l'Église constitutionnelle en France.
Créée par la constitution civile du clergé en 1790, elle comprenait les huit diocèses des départements du Doubs, du Haut-Rhin, du Bas-Rhin, des Vosges, de la Haute-Saône, de la Haute-Marne, de la Côte-d'Or et du Jura.
Elle fut supprimée à la suite du concordat de 1801.

## Liste des évêques constitutionnels
- Philippe Charles François Seguin, évêque du Doubs ;
- Jean-Baptiste Demandre évêque du Doubs ;
- François-Antoine Brendel, évêque du Bas-Rhin ;
- Jean-Baptiste Volfius, évêque de la Côte d'Or ;
- Antoine-Hubert Wandelaincourt, évêque de la Haute-Marne ;
- Arbogast Martin, évêque du Haut-Rhin ;
- Marc-Antoine Berdolet, évêque du Haut-Rhin ;
- Jean-Baptiste Flavigny, évêque de la Haute-Saône ;
- François-Xavier Moïse, évêque du Jura ;
- Jean-Antoine Maudru, évêque des Vosges.

## Sources
- Paul Pisani, Répertoire biographique de l'épiscopat constitutionnel (1791-1802), A. Picard & Fils, Paris, 1907, p. 237-275.
- Tableau des évêques constitutionnels de France, de 1791 à 1801, Paris, 1827